# Aleksander Bielawski (inżynier)
Aleksander Bielawski (ang. Alexander Bielaski) (ur. 10 sierpnia 1811 w Mińsku na Litwie historycznej, zm. 7 listopada 1861 w Belmont (Missouri), (USA)) – polski inżynier topograf, uczestnik powstania listopadowego. Od 1832 roku w Stanach Zjednoczonych, gdzie pracował jako budowniczy kolei. Kapitan armii Północy w wojnie secesyjnej w USA, w której stracił życie.
Ukończył Akademię Wojskową w Petersburgu, po wybuchu powstania listopadowego przedarł się przez front i dołączył do oddziału generała Henryka Dembińskiego, gdzie w sierpniu 1831 awansował do stopnia kapitana. Po zranieniu kulą muszkietu w twarz został hospitalizowany, zdezelował uciekając ze szpitala. Przedostał się do Bourges, a gdy rosyjscy szpiedzy odkryli jego miejsce pobytu postanowił wyemigrować do Stanów Zjednoczonych. Podjął pracę inżyniera topografa przy budowie linii kolejowej, od 1837 mieszkał w Illinois, gdzie pracował w "Central Railroad". W czerwcu 1841 otrzymał obywatelstwo, rok później poślubił Mary Ann Carem. W 1844 przeprowadził się z rodziną do Waszyngtonu, gdzie otrzymał pracę jako rysownik w Biurze Patentów. Po wybuchu wojny secesyjnej powrócił do Illinois, gdzie jako porucznik walczył w szeregach 30. Pułku Piechoty Ochotniczej. Zginął od kuli armatniej podczas bitwy pod Belmont. Jego syn Oscar Bielaski był pierwszym Amerykaninem polskiego pochodzenia w baseballowej lidze MLB.

## Literatura dodatkowa
- Mieczysław Haiman: Bielawski Aleksander. W: Polski Słownik Biograficzny. T. 2: Beyzym Jan – Brownsford Marja. Kraków: Polska Akademia Umiejętności – Skład Główny w Księgarniach Gebethnera i Wolffa, 1936, s. 35. Reprint: Zakład Narodowy im. Ossolińskich, Kraków 1989, ISBN 83-04-03291-0
- Ksawery Pruszynski, Podróże Po Polsce, Podróże po Europie, rozdział "Jeden piękny żywot" - Alexander Bielawski